# 王納諫 (萬曆丙辰進士)
王納諫（？—？），字維聦，别號次虚，又號青蒲，山東濟南府肥城縣民籍。明朝政治人物。

## 生平
萬曆二十八年（1600年）庚子科舉人，任山東濟寧州學正。萬曆四十四年（1616年）登丙辰科進士，官直隶雄县知县，調山西臨汾知县，未赴而卒。入乡贤祠。
王纳谏墓位于王庄镇王场村东，其墓志铭亦被发现。

## 家族
父王枢，字奇才，敕贈文林郎。子王梦说，监生。

## 引用
1. ↑  《萬曆四十四年丙辰科進士序齒録》：王納諫，青補，易四房，壬申十一月初九日生。肥城县人，庚子七十。会十四，三甲一百三十一名。礼部政，授雄县知县，壬戌降，戊辰補臨汾县，养。曾祖继。祖廉臣。父枢。
2. ↑  乾隆《直隸濟寧州志·卷之十九》